# SURVIVE!
『SURVIVE!』（サバイブ）は、音楽ユニット・angelaの27作目のシングル。2018年7月18日にKING AMUSEMENT CREATIVE
から発売された。

## 概要
- 前回シングル『全力☆Summer!』から約1年ぶりのリリース。
- 通常版ジャケットはアニメーションを手掛けるGoHandsの描き下ろし、期間限定版ジャケットはアーティスト写真。
- CDシングルにライブ音源が収録されるのはangela初である。
- 期間限定版にのみ、『KINGS』『To be with U!』『KIZUNA』のライヴバージョンが収録され、初回製造分のみ「K SEVEN STORIES」OP映像場面写カードが封入されている(全6種／ランダム1枚)[1]。

## 収録曲
-通常盤-
| 全作詞: atsuko、全作曲: atsuko・KATSU、全編曲: KATSU。 |                              |        |               |      |
| #                                                      | タイトル                     | 作詞   | 作曲・編曲    | 時間 |
| 1.                                                     | 「SURVIVE!」                 | atsuko | atsuko・KATSU | 5:00 |
| 2.                                                     | 「SURVIVE!」(off vocal ver.) | atsuko | atsuko・KATSU | 4:58 |
| 合計時間:                                              | 合計時間:                    | 9:58   |               |      |

-期間限定盤-
| 全作詞: atsuko、全作曲: atsuko・KATSU、全編曲: KATSU。 |                                 |        |               |      |
| #                                                      | タイトル                        | 作詞   | 作曲・編曲    | 時間 |
| 1.                                                     | 「SURVIVE!」                    | atsuko | atsuko・KATSU | 5:00 |
| 2.                                                     | 「KINGS」(Live version)         | atsuko | atsuko・KATSU | 6:35 |
| 3.                                                     | 「To be with U!」(Live version) | atsuko | atsuko・KATSU | 4:44 |
| 4.                                                     | 「KIZUNA」(Live version)        | atsuko | atsuko・KATSU | 5:14 |
| 5.                                                     | 「SURVIVE!」(off vocal version) | atsuko | atsuko・KATSU | 4:58 |
| 合計時間:                                              | 合計時間:                       | 26:31  |               |      |

## 楽曲解説
1. SURVIVE!
アニメ映画『K SEVEN STORIES』オープニング主題歌

- 従来の「K」楽曲よりも、ひときわラウドな楽曲。
- 「KINGS」の歌詞の「Big bang」があるので、「BANG! BANG!」という歌詞を入れるなどといった過去の「K」作品の要素を感じられる作品になっている[2]。

## 収録アルバム
- 「SURVIVE!」
  - オリジナルアルバム『Battle & Massage』（#10）（2021年5月19日）